# Cristian Alex
Cristian Alex da Silva Santos, oder einfach Cristian oder Cristian Alex (* 1. Dezember 1993 in Alfenas), ist ein brasilianischer Fußballspieler.

## Karriere
Cristian Alex erlernte das Fußballspielen in den Jugendmannschaften von Grêmio Osasco Audax und Cruzeiro EC in Brasilien. Bei Cruzeiro spielte er bis Mitte 2013 in der U20-Mannschaft. Im Juli 2013 wechselte er nach Thailand. Hier unterschrieb er einen Vertrag beim Phuket FC. Der Verein aus Phuket spielte in der zweiten Liga, der Thai Premier League Division 1. 2015 ging er nach Europa, wo ihn der portugiesische Club Marítimo Funchal aus Funchal unter Vertrag nahm. Hier kam er in der B-Mannschaft und in der ersten Mannschaft zum Einsatz. Im August 2015 ging er wieder nach Brasilien, wo er sich dem CA Bragantino aus Bragança Paulista anschloss. Bei Bragantino stand er bis Ende November 2015 unter Vertrag. Von Dezember 2015 bis Mitte Februar 2016 war er vertrags- und vereinslos. CA Sorocaba, ein Club aus Sorocaba, nahm ihn bis Ende Juni 2016 unter Vertrag. Mitte 2016 verließ er Brasilien und wechselte nach Litauen zum FC Stumbras. Der Club aus Kaunas spielte in der höchsten Liga des Landes, der A lyga. 2017 ging er nach Japan, wo ihn der FC Gifu unter Vertrag nahm. Mit dem Verein aus der Präfektur Gifu spielte er in der zweiten Liga, er J2 League. 2018 zog es ihn wieder nach Thailand. Hier unterzeichnete er einen Vertrag in Chiangmai beim Zweitligisten Chiangmai FC. Für Chiangmai absolvierte er in der Hinrunde acht Spiele. Die Rückserie 2018 spielte er bei JL Chiangmai United FC, einem Verein, der in der dritten Liga, der Thai League 3, in der Upper-Region, spielte. Mit dem Verein wurde er Meister und stieg somit in die zweite Liga auf. Nach dem Aufstieg verließ er den Club und schloss sich dem Zweitligisten Khon Kaen FC aus Khon Kaen an. Nach der Hinserie wurde sein Vertrag nicht verlängert. Wo er von Mitte 2019 bis Ende 2020 gespielt hat, ist unbekannt. Ende Dezember 2020 verpflichtete ihn der thailändische Drittligist Songkhla FC. Der Verein aus Songkhla spielte in der dritten Liga, der Thai League 3. Hier trat Songkhla in der Southern Region an. Am Ende der Saison wurde er mit Sonkhla Meister der Region. In den Aufstiegsspielen konnte man sich jedoch nicht durchsetzen. Nach der Saison ging er nach Kambodscha, wo er sich dem Visakha FC anschloss. Der Verein aus der Hauptstadt Phnom Penh ist in der höchsten Liga des Landes, der Cambodian League, aktiv. Dort spielte er ein halbes Jahr, erreichte am Saisonende den 3. Platz. Von Januar 2022 bis August 2022 war Christian Alex vertrags- und vereinslos. Ende August 2022 kehrte er nach Thailand zurück, wo er einen Vertrag beim Drittligisten Sisaket United FC unterschrieb. Mit dem Verein aus Sisaket spielt er 19-mal in der North/Eastern Region der Liga. Zu Beginn der Saison 2023/24 wechselte er im Sommer 2023 zum Zweitligisten Kasetsart FC. Für den Bangkoker Zweitligisten bestritt er 16 Ligaspiele. Ende Dezember 2023 unterschrieb er in Pattaya einen Vertrag beim ebenfalls in der zweiten Liga spielenden Pattaya United FC. Für den Verein von der Ostküste bestritt er 16 Ligaspiele. Hierbei erzielte er vier Treffer. Im Sommer 2024 wechselte er nach Kanchanaburi zum Ligakonkurrenten Kanchanaburi Power FC. Nach 15 Ligaspielen, in denen er drei Treffer erzielte, wurde sein Vertrag im Januar 2025 nicht verlängert.

## Erfolge
JL Chiangmai United FC
- Thai League 3 - Upper Region: 2018  ▲

Songkla FC
- Thai League 3 – South: 2020/21